# NBA-Draft 1966
Der NBA-Draft 1966 wurde am 11.  (1. bis 8. Draft-Runden) und am 12. Mai 1966 (9. bis 19. Draft-Runden) in New York City durchgeführt. Insgesamt gab es 19 Runden.
An erster Position wurde Cazzie Russell von den New York Knicks ausgewählt. Von den insgesamt 112 ausgewählten Spielern absolvierten 34 mindestens ein NBA-Spiel. Dave Bing ist bisher der einzige Spieler aus diesem Draft, der in die Naismith Memorial Basketball Hall of Fame aufgenommen wurde.

## Draftpicks
- Mitglieder der Naismith Memorial Basketball Hall of Fame sind farblich hervorgehoben

| Runde | Pick | Spieler (Position)   | Nat.               | NBA Team               | vorheriges Team/College                             |
| ----- | ---- | -------------------- | ------------------ | ---------------------- | --------------------------------------------------- |
| 1     | 1    | Cazzie Russell (G/F) | Vereinigte Staaten | New York Knicks        | University of Michigan                              |
| 1     | 2    | Dave Bing (G)        | Vereinigte Staaten | Detroit Pistons        | Syracuse University                                 |
| 1     | 3    | Clyde Lee (F/C)      | Vereinigte Staaten | San Francisco Warriors | Vanderbilt University                               |
| 1     | 4    | Lou Hudson (G/F)     | Vereinigte Staaten | St. Louis Hawks        | University of Minnesota                             |
| 1     | 5    | Jack Marin (G/F)     | Vereinigte Staaten | Baltimore Bullets      | Duke University                                     |
| 1     | 6    | Walt Wesley (C)      | Vereinigte Staaten | Cincinnati Royals      | University of Kansas                                |
| 1     | 7    | Jerry Chambers (F)   | Vereinigte Staaten | Los Angeles Lakers     | University of Utah                                  |
| 1     | 8    | Jim Barnett (G/F)    | Vereinigte Staaten | Boston Celtics         | University of Oregon                                |
| 1     | 9    | Matt Guokas (G/F)    | Vereinigte Staaten | Philadelphia 76ers     | Saint Joseph’s University                           |
| 1     | 10   | Dave Schellhase (G)  | Vereinigte Staaten | Chicago Bulls          | Purdue University                                   |
| 2     | 11   | Henry Akin (F/C)     | Vereinigte Staaten | New York Knicks        | Morehead State University                           |
| 2     | 12   | Dorie Murrey (F/C)   | Vereinigte Staaten | Detroit Pistons        | University of Detroit Mercy                         |
| 2     | 13   | Joe Ellis (G/F)      | Vereinigte Staaten | San Francisco Warriors | University of San Francisco                         |
| 2     | 14   | Dick Snyder (G/F)    | Vereinigte Staaten | St. Louis Hawks        | Davidson College                                    |
| 2     | 15   | Neil Johnson (F/C)   | Vereinigte Staaten | Baltimore Bullets      | Creighton University                                |
| 2     | 16   | Jerry Lee Wells (G)  | Vereinigte Staaten | Cincinnati Royals      | Oklahoma City University                            |
| 2     | 17   | Hank Finkel (C)      | Vereinigte Staaten | Los Angeles Lakers     | University of Dayton                                |
| 2     | 18   | Leon Clark (F)       | Vereinigte Staaten | Boston Celtics         | University of Wyoming                               |
| 2     | 19   | Bill Melchionni (G)  | Vereinigte Staaten | Philadelphia 76ers     | Villanova University                                |
| 2     | 20   | Erwin Mueller (F/C)  | Vereinigte Staaten | Chicago Bulls          | University of San Francisco                         |
| 3     | 24   | Tommy Kron (G)       | Vereinigte Staaten | St. Louis Hawks        | University of Kentucky                              |
| 3     | 26   | Jim Ware (F)         | Vereinigte Staaten | Cincinnati Royals      | Oklahoma City University                            |
| 3     | 27   | John Block (F/C)     | Vereinigte Staaten | Los Angeles Lakers     | University of Southern California                   |
| 3     | 29   | Donnie Freeman (G)   | Vereinigte Staaten | Philadelphia 76ers     | University of Illinois at Urbana-Champaign          |
| 4     | 37   | Archie Clark (G)     | Vereinigte Staaten | Los Angeles Lakers     | University of Minnesota                             |
| 4     | 38   | John Austin (G)      | Vereinigte Staaten | Boston Celtics         | Boston College                                      |
| 4     | 39   | Ken Wilburn (F)      | Vereinigte Staaten | Philadelphia 76ers     | Central State University                            |
| 5     | 46   | Johnny Jones (F)     | Vereinigte Staaten | Baltimore Bullets      | California State University, Los Angeles            |
| 8     | 69   | Mike Silliman (F)    | Vereinigte Staaten | New York Knicks        | United States Military Academy                      |
| 8     | 73   | Roland West (G)      | Vereinigte Staaten | Baltimore Bullets      | University of Cincinnati                            |
| 8     | 75   | John Wetzel (G/F)    | Vereinigte Staaten | Los Angeles Lakers     | Virginia Polytechnic Institute and State University |
| 9     | 78   | Bill Turner (F)      | Vereinigte Staaten | New York Knicks        | University of Akron                                 |
| 10    | 88   | Freddie Lewis (G)    | Vereinigte Staaten | Cincinnati Royals      | Arizona State University                            |
| 11    | 94   | Stan McKenzie (G/F)  | Vereinigte Staaten | Baltimore Bullets      | New York University                                 |
| 12    | 98   | Dave Deutsch (G)     | Vereinigte Staaten | New York Knicks        | University of Rochester                             |
| 15    | 106  | Paul Long (G)        | Vereinigte Staaten | St. Louis Hawks        | Wake Forest University                              |